# Geografia das Ilhas Marshall

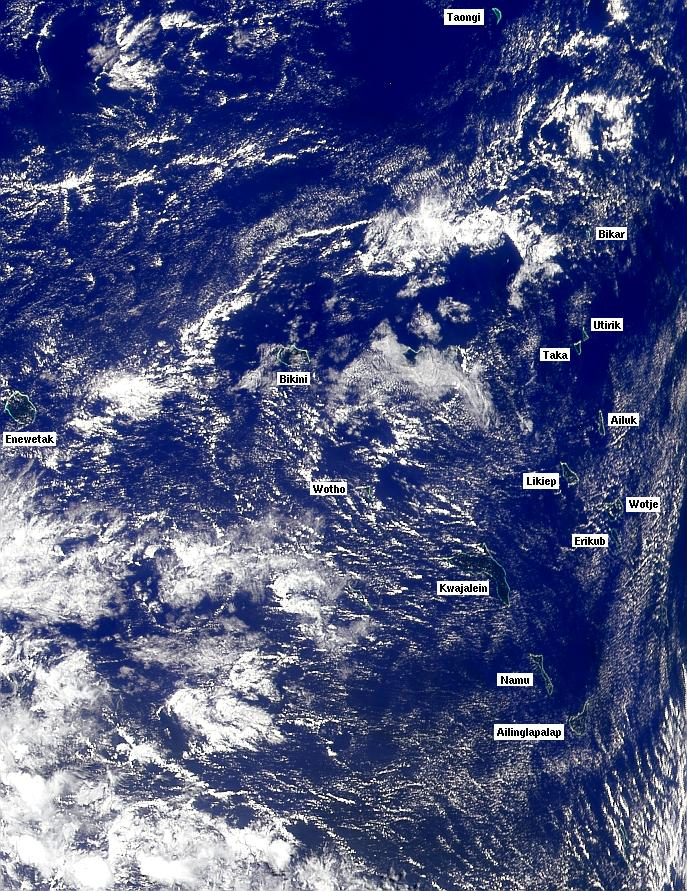
Imagem de satélite das Ilhas Marshall (Março de 1999).

As Ilhas Marshall compreendem 29 atóis e 5 ilhas, agrupadas em duas secções, uma oriental chamada Grupo Ratak (“Ratak Chain” em inglês, e que significa o nascer-do-sol) e outra a ocidente, Ralik (que significa o pôr-do-sol).
Dois terços da população vive em Majuro, a capital, e em Ebeye.